# Борислав (опера)
Вижте пояснителната страница за други значения на Борислав.
„Борислав“ е първата българска историческа опера и първата опера на Маестро Георги Атанасов. Създадена е по едноименната пиеса на Иван Вазов. Композитор е Маестро Георги Атанасов. Автор на либретото е Никола Т. Попов. Автор на стиховете, въвеждащи всяко действие е Ана Александрова.

## История
През 1909 г. Маестро Георги Атанасов харесва постановката „Борислав“, която по това време се играе на сцената на Народния театър. Иван Вазов отказва да напише либретото и Маестро Атанасов моли Никола Попов да преработи драмата. Операта е готова в клавир през октомври 1910 г., оркестрацията е завършена два месеца по-късно. Първото представяне на сцена, постановка на Драгомир Казаков, се състои на 4 март 1911 г. в Българската оперна дружба. Поставяна е на сцена още на 9 и 16 март 1911 г. След това, в продължения на повече от 100 години, не е поставяна на сцена. На 24 и 25 юли 2015 г. операта „Борислав“ се играе на хълма Царевец във Велико Търново. Двете премиерни постановки в Софийската опера и балет са на 1 и 8 ноември 2015 г. Операта е в две действия.

## Актьорски състав

### 1911
В първите представления на операта „Борислав“, оркестъра се дирижира от Маестро Георги Атанасов, постановката е на Драгомир Казаков, а хормайстор е Константин Рамаданов.
| Действащо лице | Изпълнител        |
| -------------- | ----------------- |
| Иван Асен II   | Иван Вульпе       |
| Тамара         | Зл. Куртева       |
| Борислав       | Ж. Минчев         |
| Гавраил        | Д. П. Иванов      |
| Драгота        | Ангел Сладкаров   |
| Моймир         | В. Басаров        |
| Приязд         | Ст. Шопов         |
| Фуркас         | П. Манов          |
| Кир Тодор      | Стефан Македонски |
| Ирина          | Г. Г. Пеева       |
| Вела           | Л. Македонска     |
| Зоя            | Е. Кирова         |
| Контофре       | Цветан Каролев    |
| Слав           | Александър Краев  |
| Една циганка   | А. Тодорова       |
| Телохранител   | Ил. Савов         |

### 2015
На сцената на Софийската опера и балет през 2015 г. диригент на оркестъра е Жорж Димитров, режисьор Пламен Карталов, сценография – Борян Белчев, костюми – Християна Михалева-Зорбалиева, диригент на хора – Виолета Димитрова, концертмайстори – Мария Евстатиева и Людмил Ннечев, асистент-режисьор –Вера Петрова, помощник-режисьори – Вера Белева, Владимир Горчаков и Мария Павлова, корепетитори – Ивайло Иванов, Йоанта Смолянова, Пелагия Чернева, Мариана Тотева и Светлана Ананиевска.
| Действащо лице     | Изпълнител                      |
| ------------------ | ------------------------------- |
| Цар Иван Асен II   | Ангел Христов Светозар Ангелов  |
| Тамара             | Лилия Кехайова Любов Методиева  |
| Борислав           | Атанас Младенов                 |
| Гавраил            | Пламен Папазиков Цветан Цветков |
| Драгота            | Димитър Станчев                 |
| Моймир             | Николай Милев                   |
| Приязд             | Слави Манов                     |
| Фуркас             | Антон Радев                     |
| Кир Тодор          | Даниел Острецов Николай Павлов  |
| Ирина              | Благовеста Мекки-Цветкова       |
| Вела               | Елена Маринова                  |
| Зоя                | Силвана Пръвчева                |
| Контофре           | Илия Илиев                      |
| Циганка/врачка     | Румяна Петрова                  |
| Войник             | Антон Радев                     |
| Първи телохранител | Марио Петров                    |
| Втори телохранител | Стефан Сахатчиев                |